# Víctor García (Rennfahrer)

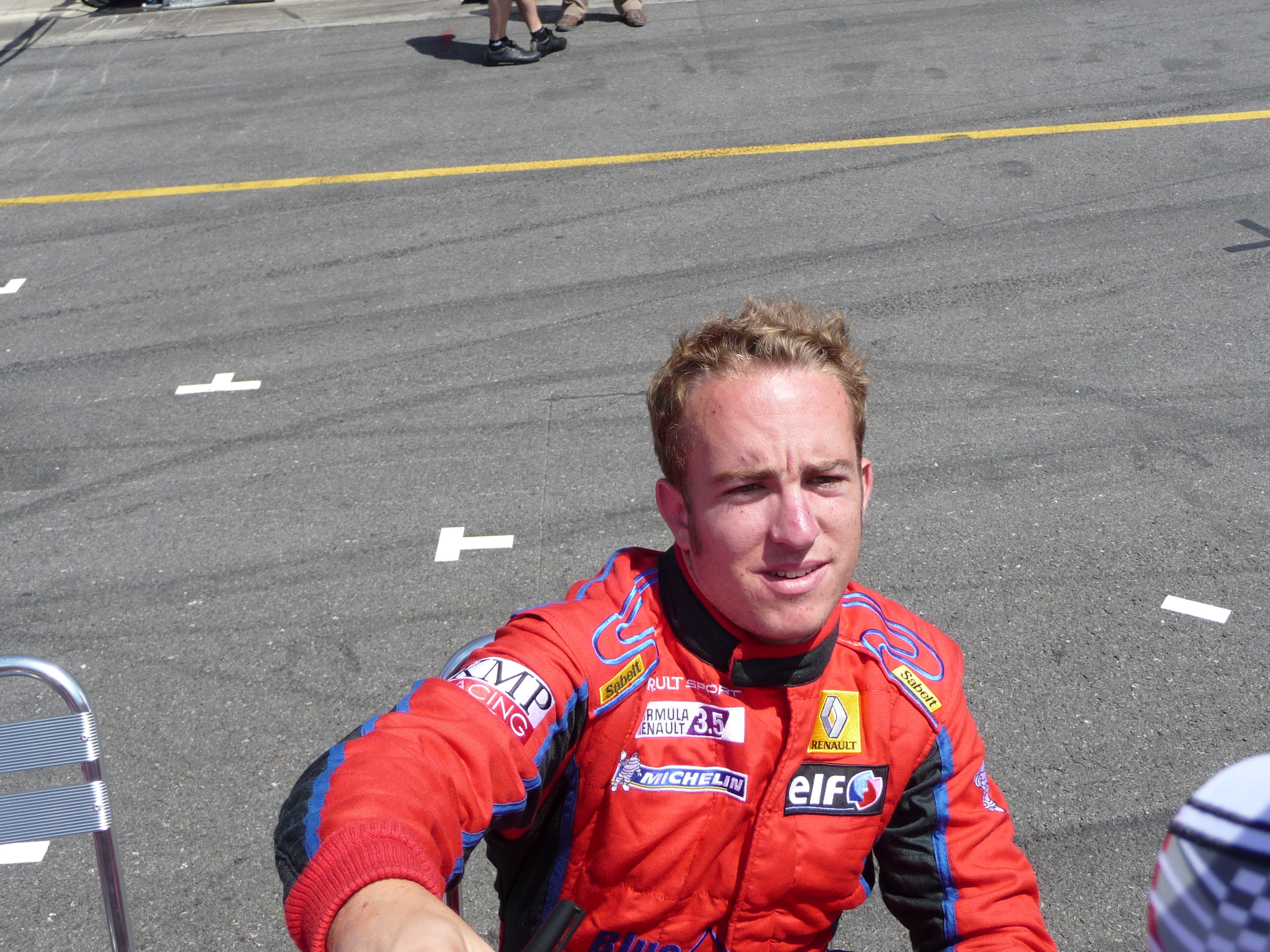
Víctor García (2010)

Víctor García (* 10. März 1990 in Madrid) ist ein spanischer Rennfahrer.

## Karriere

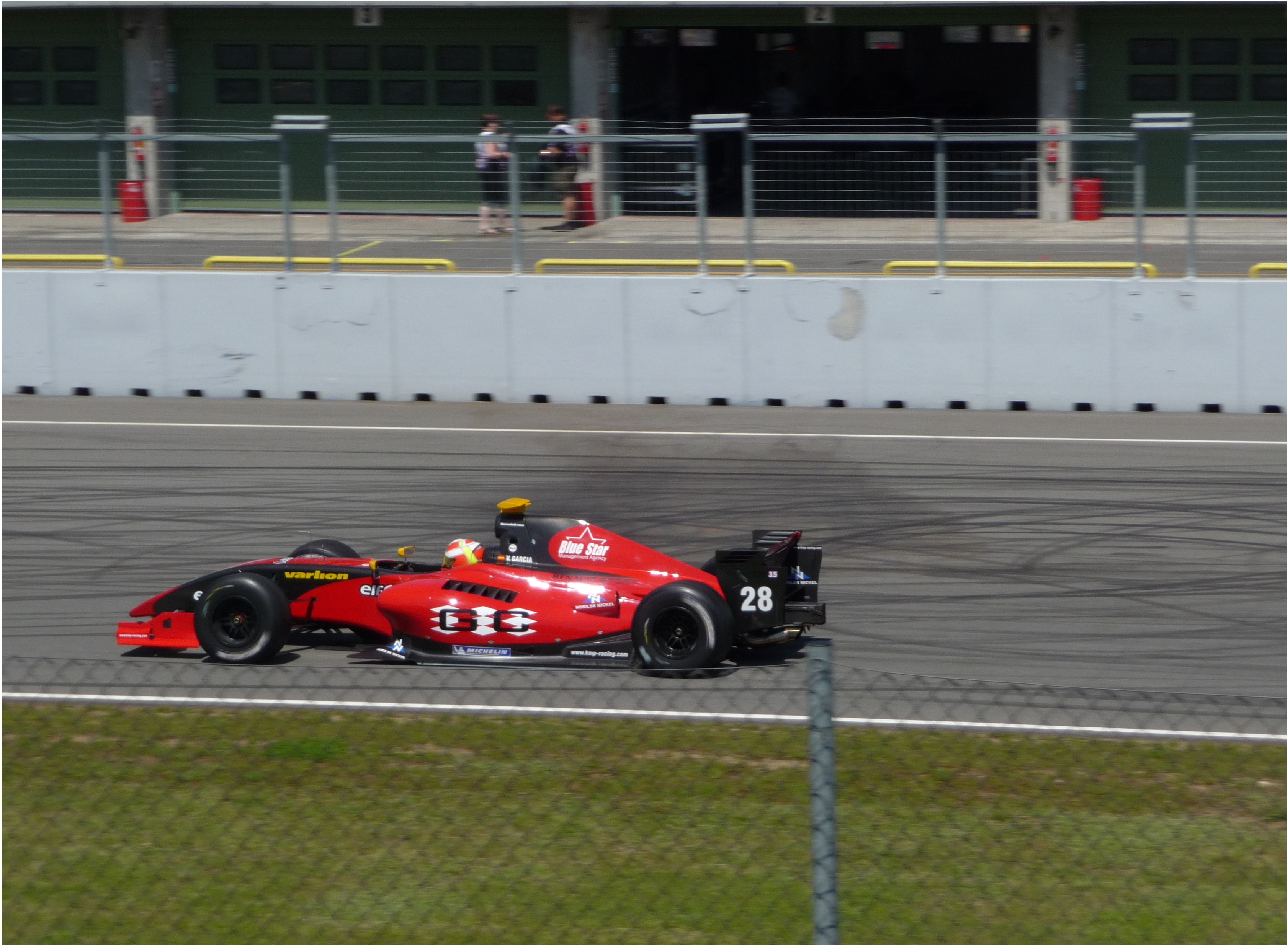
Víctor García in der Formel Renault 3.5 in Brünn 2010

García begann seine Motorsportkarriere in den späten 1990er Jahren im Kartsport, in dem er bis 2006 aktiv war. Darüber hinaus machte er 2006 in der spanischen Formel 3 seine ersten Erfahrungen im Formelsport und blieb bis 2008 in dieser Meisterschaft. Nachdem er 2007 den zwölften Gesamtrang belegt hatte, wurde er 2008 15. in der Fahrerwertung. Außerdem trat er 2008 zu zwei Rennen des Formel Renault 2.0 Eurocups an.
2009 wechselte er in die britische Formel-3-Meisterschaft und beendete die Saison mit einer Podest-Platzierung auf dem 14. Gesamtrang. Außerdem nahm er als Gastfahrer an zwei Rennen der Formel-3-Euroserie teil. 2010 wechselte er zu KMP Racing in die Formel Renault 3.5, in der er als Teamkollege von Anton Nebylizki an den Start ging. Am Saisonende belegte er den 24. Platz in der Fahrerwertung.
2011 startete García zunächst für das Team Moore Racing in der nordamerikanischen Indy Lights. Bereits beim zweiten Rennen im Barber Motorsports Park gewann er mit einem Start-Ziel-Sieg sein erstes Indy-Lights-Rennen. Trotz guter Resultate verlor er sein Cockpit nach dem siebten Rennen, da es ihm nicht mehr gelang, das Budget aufzubringen. Am Saisonende belegte er den elften Gesamtrang.

## Karrierestationen
| - 2006: Spanische Formel 3 - 2007: Spanische Formel 3 (Platz 12) | - 2008: Spanische Formel 3 (Platz 15) - 2009: Britische Formel 3 (Platz 14) | - 2010: Formel Renault 3.5 (Platz 24) - 2011: Indy Lights (Platz 11) |